# Anastasija Czircowa
Anastasija Stanisławowna Czircowa (ros. Анастасия Станиславовна Чирцова; ur. 17 lutego 1990 w Kungurze) – rosyjska narciarka dowolna, specjalizująca się w skicrossie.
W zawodach Pucharu Świata zadebiutowała 17 grudnia 2011 roku w  Innichen, gdzie zajęła 35. miejsce. Pierwsze punkty wywalczyła dzień później w tej samej miejscowości, zajmując 23. miejsce. W sezonie 2020/2021 zajęła 13. miejsce w klasyfikacji skicrossu.
Podczas igrzysk olimpijskich w Soczi w 2014 roku zajęła 26. miejsce. Na rozgrywanych cztery lata później igrzyskach w Pjongczangu była szesnasta. Brała także udział w igrzyskach olimpijskich w Pekinie w 2022 roku, zajmując 15. pozycję. Była też między innymi siódma na mistrzostwach świata w Idre Fjäll w 2021 roku.

## Osiągnięcia

### Igrzyska olimpijskie
| Miejsce | Dzień     | Rok  | Miejscowość | Konkurencja | Wynik      | Zwyciężczyni      | Źródło |
| ------- | --------- | ---- | ----------- | ----------- | ---------- | ----------------- | ------ |
| 23.     | 21 lutego | 2014 | Roza Chutor | skicross    | 1/8 finału | Marielle Thompson | [ 1 ]  |
| 15.     | 23 lutego | 2018 | Pjongczang  | Skicross    | 1/4 finału | Kelsey Serwa      | [ 2 ]  |
| 16.     | 17 lutego | 2022 | Pekin       | Skicross    | 1/4 finału | Sandra Näslund    | [ 3 ]  |

### Mistrzostwa Świata
| Miejsce | Dzień       | Rok  | Miejscowość   | Konkurencja | Wynik      | Zwyciężczyni      | Źródło |
| ------- | ----------- | ---- | ------------- | ----------- | ---------- | ----------------- | ------ |
| 24.     | 10 marca    | 2013 | Oslo          | skicross    | 1/8 finału | Fanny Smith       | [ 4 ]  |
| 18.     | 25 stycznia | 2015 | Kreischberg   | Skicross    | 1/8 finału | Andrea Limbacher  | [ 5 ]  |
| 10.     | 18 marca    | 2017 | Sierra Nevada | Skicross    | 1/4 finału | Sandra Näslund    | [ 6 ]  |
| 15.     | 2 lutego    | 2019 | Solitude      | Skicross    | 1/4 finału | Marielle Thompson | [ 7 ]  |
| 7.      | 13 lutego   | 2021 | Idre Fjäll    | Skicross    | 1/2 finału | Sandra Näslund    | [ 8 ]  |

### Puchar Świata

#### Pozycje w klasyfikacji generalnej
- sezon 2011/2012: 96.
- sezon 2012/2013: 125.
- sezon 2013/2014: 101.
- sezon 2014/2015: 107.
- sezon 2015/2016: 91.
- sezon 2016/2017: 56.
- sezon 2017/2018: 66.
- sezon 2018/2019: 110.
- sezon 2019/2020: 75.

Od sezonu 2020/2021 klasyfikacja skicrossu zastąpiła klasyfikację generalną.
- sezon 2020/2021: 13.

#### Pozycje w poszczególnych zawodach
| Sezon 2011/2012                                                       |                   |                          |                     |                           |                    |                      |                      |              |                         |                 |           |                     |        |        |         |         |         |         |         |
| Innichen 17.12                                                        | Innichen 18.12    | St. Johann in Tirol 7.01 | L’Alpe d’Huez 11.01 | Les Contamines 15.01      | Blue Mountain 3.02 | Bischofswiesen 25.02 | Bischofswiesen 26.02 | Branäs 13.02 | Punkty                  | Punkty          | Punkty    | Punkty              | Punkty | Punkty | Pozycja | Pozycja | Pozycja | Pozycja | Pozycja |
| 35                                                                    | 23                | 29                       | 28                  | 22                        | 15                 | -                    | -                    | DNF          | 64                      | 64              | 64        | 64                  | 64     | 64     | 26      | 26      | 26      | 26      | 26      |
| Sezon 2012/2013                                                       |                   |                          |                     |                           |                    |                      |                      |              |                         |                 |           |                     |        |        |         |         |         |         |         |
| Nakiska 8.12                                                          | Telluride 13.02   | Val Thorens 19.12        | Innichen 23.12      | Contamines-Montjoie 12.01 | Megève 16.01       | Grassgehren 2.02     | Grassgehren 3.02     | Soczi 19.02  | Szpindlerowy Młyn 24.02 | Åre 16.03       | Åre 17.03 | Sierra Nevada 24.03 | Punkty | Punkty | Punkty  | Punkty  | Pozycja | Pozycja | Pozycja |
| 13                                                                    | DNF               | 29                       | DNF                 | 20                        | 19                 | -                    | 20                   | 22           | -                       | 27              | 27        | -                   | 73     | 73     | 73      | 73      | 27      | 27      | 27      |
| Sezon 2013/2014                                                       |                   |                          |                     |                           |                    |                      |                      |              |                         |                 |           |                     |        |        |         |         |         |         |         |
| Nakiska 7.12                                                          | Val Thorens 15.12 | Innichen 21.12           | Innichen 21.12      | Val Thorens 16.01         | Val Thorens 17.01  | Kreischberg 25.01    | Arosa 7.03           | Åre 15.03    | Åre 16.03               | La Plagne 23.03 | Punkty    | Punkty              | Punkty | Punkty | Punkty  | Pozycja | Pozycja | Pozycja | Pozycja |
| 14                                                                    | 28                | 9                        | 21                  | 12                        | 32                 | -                    |                      |              |                         |                 | 82        | 82                  | 82     | 82     | 82      | 22      | 22      | 22      | 22      |
| Legenda                                                               |                   |                          |                     |                           |                    |                      |                      |              |                         |                 |           |                     |        |        |         |         |         |         |         |
| 1 2 3 4-10 11-30 31-100 wyniki anulowane - – zawodnik nie wystartował |                   |                          |                     |                           |                    |                      |                      |              |                         |                 |           |                     |        |        |         |         |         |         |         |